# Funkcjonalizm (socjologia)
Funkcjonalizm to w socjologii i antropologii jedna z ważniejszych orientacji badawczych, mająca znamiona paradygmatu (i za takowy uważana w typologii paradygmatów socjologicznych Burrella i Morgana), zapoczątkowana w badaniach antropologicznych Bronisława Malinowskiego i Alfreda Radcliffe-Browna w latach dwudziestych XX wieku, rozwijana później przede wszystkim przez Roberta K. Mertona, Talcotta Parsonsa, Jeffreya Alexandra i Niklasa Luhmanna.
Teoria ta opiera się na następujących założeniach:
- społeczeństwo jest systemem składającym się z wzajemnie powiązanych części, z których każda pełni określoną funkcję w tym systemie (stąd nazwa „funkcjonalizm”)
- system społeczny jest w stanie dynamicznej równowagi
- istniejące wewnątrz systemu napięcia mogą się utrzymywać nawet przez dłuższy czas, ale są one rozwiązywane
- system ten ulega zmianom, ale w sposób stopniowy i ewolucyjny, największym zmianom ulegają społeczne makrostruktury, podczas gdy mikrostruktury społeczne i kulturowe pozostają zasadniczo niezmienione
- cechą charakterystyczną tego systemu jest występowanie zróżnicowanych ról i pozycji społecznych, związanych ze zróżnicowanymi prawami i obowiązkami, oraz istnienie wspólnych norm i wartości. Aby system ten mógł trwać, muszą być spełnione następujące warunki: musi być zdolny do adaptacji, osiągnięcia celów, integracji i utrzymywania wzorców działania
- system społeczny dąży do zachowania ładu, czyli prawidłowego funkcjonowania, tworzy więc pewną hierarchię.

W ujęciu funkcjonalnym, społeczeństwo postrzegane jest jako system wzajemnie powiązanych ze sobą elementów kulturowych, pełniących funkcje na rzecz równowagi całości. W nowszych koncepcjach teoretycznych (J. Alexander, N. Luhmann) zakłada się, że ład społeczny nie jest czymś koniecznym, bada się raczej warunki, w których społeczny system może zachowywać wewnętrzną równowagę.
Talcott Parsons wyróżnił trzy fazy ewolucji społeczeństwa: społeczeństwo pierwotne, przejściowe i nowoczesne.
Podstawą stworzonego podziału były różnice stopnia zdolności do adaptacji i formy kontroli społecznej, a także tworzenie nowych systemów wartości, przystosowanych do coraz bardziej złożonych stosunków. Społeczną kontrolę nad ewolucją społeczną zapewnia kultura (pismo, prawo).
W opinii funkcjonalistów społeczeństwo tworzy pewną całość, które trzeba rozpatrywać jako funkcjonalną jedność. Wszystkie systemy w ramach społeczeństwa są ze sobą powiązane – zmiana któregokolwiek z elementów może prowadzić do dezintegracji. Mimo to każdy system posiada wiele podsystemów, które są wyspecjalizowane do pełnienia określonych funkcji.
Teoria funkcjonalna usuwa z pola widzenia jednostkę jako indywidualność.
Analiza funkcjonalna i pojęcia z nią związane okazały się przydatne także do badania małych grup społecznych czy organizacji formalnych.